# Eriocapitella hupehensis
Eriocapitella hupehensis ((É.Lemoine) Christenh. & Byng, 2018) è una pianta erbacea perenne appartenente alla famiglia delle Ranunculacee, originaria dell'Estremo Oriente.

## Storia
Pianta di origine cinese, anche se è stata naturalizzata in Giappone da secoli, questa specie è stata descritta per la prima volta da Carl Peter Thunberg nel libro Flora Japonica del 1784.
Thunberg ha raccolto e studiato dei campioni secchi mentre lavorava come dottore per la Compagnia delle Indie. Nel 1844 Robert Fortune ha portato la pianta in Inghilterra dalla Cina.

## Descrizione
Presenta grandi foglie, di colore verde chiaro, spesse e lucide. Di forma cespugliosa, a fine estate sviluppa sottili fusti che, ramificandosi, sorreggono i fiori di colore bianco candido, sebbene si possano trovare varietà che presentano le diverse gradazioni del bianco fino al rosa.

## Distribuzione e habitat
E. hupehensis è una specie originaria dell'Estremo Oriente ed, in particolare, è presente in Cina meridionale, Nepal, Birmania e Taiwan. La sua popolarità come pianta ornamentale ha fatto sì che si introducesse per opera dell'uomo in Europa centrale.

## Coltivazione
Questi fiori crescono in luoghi ombreggiati e protetti da piante più grandi. Sono particolarmente sensibili alla carenza e alla sovrabbondanza d'acqua. In alcuni luoghi possono essere infestanti, sebbene ci voglia un po' di tempo prima che riesca ad adattarsi e ad insediarsi.